# Jakov Rezancev
Jakov Rezancev (17. června 1973, Altajský kraj, Sovětský svaz – 25. března 2022, Čornobajivka, Mezinárodní letiště Cherson, Ukrajina) byl ruský generálporučík. Byl velitelem 49. vševojskové armády Jižního vojenského okruhu Ruské federace.
Rezancev měl válečné zkušenosti z občanské války v Sýrii. 49. armádě, posádkou ve Stavropolu na jihu evropského Ruska, velel od srpna 2020.
Během ruské invaze na Ukrajinu pravděpodobně bojoval na frontě u ukrajinského města Mykolajiv. Čtvrtý den po zahájení invaze předvídal, že tato „speciální operace“ skončí během několika hodin. Vojáci z jeho jednotky si údajně stěžovali na špatné vybavení, omrzliny nebo to, že Rusové omylem bombardovali vlastní jednotky.
Rezancev zahynul 25. března 2022 u obce Čornobajivka při bojích o Mezinárodní letiště Cherson. Ruská strana jeho úmrtí dosud nepotvrdila.